# 925 v.Chr.
Het jaar 925 v.Chr. is een jaartal volgens de christelijke jaartelling.

## Gebeurtenissen

### Judea - Israël - Palestina
- Koning Salomo overlijdt. Zijn zoon en opvolger koning Rechabeam laat het Palestijnse rijk verscheuren in het Tweestammenrijk: ten zuiden Judea (tot 587 vC) met de hoofdstad Jeruzalem, en ten noorden Israël (tot 722 vC) met de hoofdstad Samaria.
  - In het zuiden blijft Rechabeam koning.
  - In het noorden heerst koning Jerobeam I over Israël (tot 910 vC), doordat hij na Salomo's dood door het Tienstammenrijk wordt gehuldigd.

### Assyrië
- De Nassoui-koningslijst (NaKL) eindigt in dit jaar met de dood van Tiglat-Pileser II[1]
- Assur-dan II wordt koning van Assyrië. Hij krijgt te maken met veel onrust die door Aramese stammen veroorzaakt wordt

## Overleden
- Salomo, koning van het oude Israël